# Inetum-Realdolmen
Inetum-Realdolmen est une SSII belge créée en 1986 par Rudy Hageman.
En 2007, Real Software rachète Dolmen au groupe Colruyt pour former Real Dolmen - ICT actualité - Data News (levif.be). En 2010, elle a racheté la branche lilloise de T-Systems via sa filiale Airial.
En 2012, RealDolmen a réalisé un chiffre d'affaires de €258,5 millions.
En 2018, Gfi Informatique annonce l'offre publique d’acquisition amicale sur Realdolmen en 2018.
En octobre 2020 Realdolmen annonce se renommer Inetum-Realdolmen, après le changement de nom du Groupe Gfi en Inetum.